# Riu Heloros

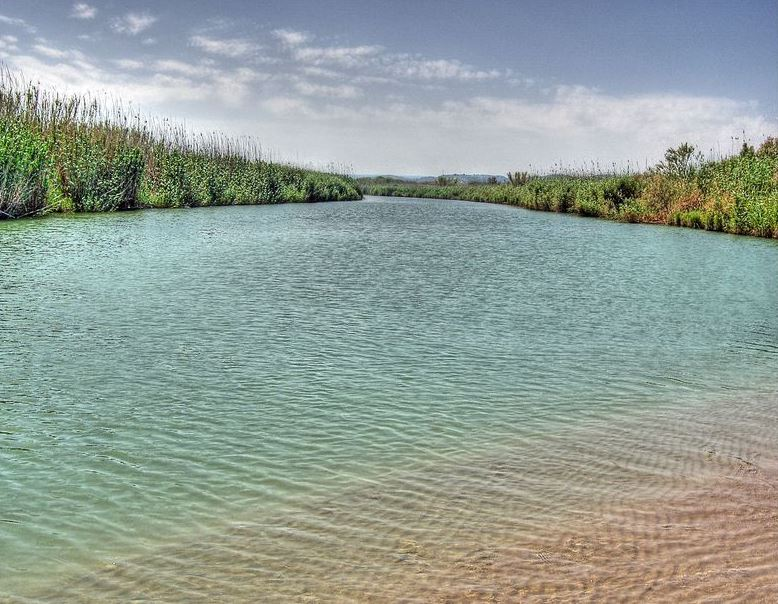
Imatge del riu prop de Noto.

Riu Heloros o Eloros (grec antic: Ἕλωρος, llatí: Helorus o Elorus) era el nom d'un riu de Sicília al sud-est de l'illa, el més gran entre Siracusa i el Cap Pacinum. El seu nom modern es Abisso però en la seva part superior es diu Tellaro o Telloro, derivació del seu antic nom.
Neix prop de Palazzolo (antiga Acrae) i corre cap al sud i després cap a l'est i desaigua a la mar a uns 40 km al sud de Siracusa. La ciutat d'Heloros era a la desembocadura. La part alta del riu discorre per un llit rocós i accidentat, i Sili Itàlic parla de les «undae clamosus Helorus» (les ones del clamorós Heloros), però prop de la desembocadura és tranquil i passa per una plana en la que són freqüents les inundacions. Ovidi lloa la plana per on passa el riu. Els autors antics parlen dels llacs i llacunes properes a la desembocadura, i diuen que estaven plens de peixos que gairebé es podien agafar amb la mà.
A la riba d'aquest riu, en un lloc anomenat Ἀρέας πόρος ('Areas poros'), de situació indeterminada, els siracusans van ser derrotats pel tirà Hipòcrates de Gela, en una gran batalla l'any 491 aC.